# ويليام براون سارجنت
ويليام براون سارجنت هو سياسي كندي، ولد في 12 أغسطس 1787، وتوفي في 13 يناير 1853. انتخب عضو مجلس نواب نوفا سكوشا ‏.